# Saint-Nauphary
Saint-Nauphary är en kommun i departementet Tarn-et-Garonne i regionen Occitanien i södra Frankrike. Kommunen ligger i kantonen Villebrumier som tillhör arrondissementet Montauban. År 2022 hade Saint-Nauphary 1 934 invånare.

## Befolkningsutveckling
Antalet invånare i kommunen Saint-Nauphary
| Referens: INSEE |